# (Trichlorométhyl)benzène
Le (trichlorométhyl)benzène, aussi connu comme l'α,α,α-trichlorotoluène, est un composé organique halogéné toxique de formule moléculaire C6H5CCl3. 

Il est principalement utilisé comme intermédiaire dans la préparation d'autres produits chimiques comme les pigments, les herbicides ou les pesticides.

## Historique
Ce composé fut synthétisé pour la première fois par L. Schischkoff et A. Rosing par réaction entre le pentachlorure de phosphore et le chlorure de benzoyle.

## Utilisation
Le (trichlorométhyl)benzène est principalement utilisé pour la fabrication du chlorure de benzoyle par hydrolyse partielle acide ou basique. Le contrôle de l'hydrolyse est importante afin d'éviter une hydrolyse complète qui formerait l'acide benzoïque :
{\displaystyle {\rm {C_{6}H_{5}-CCl_{3}\ {\xrightarrow[{H^{+}\ ou\ OH^{-}}]{H_{2}O}}\ C_{6}H_{5}-C(=O)-Cl\ +\ 2HCl}}}

{\displaystyle {\rm {C_{6}H_{5}-C(=O)-Cl\ {\xrightarrow[{H^{+}\ ou\ OH^{-}}]{H_{2}O}}\ C_{6}H_{5}-COOH\ +\ HCl}}}
La condensation du (trichlorométhyl)benzène avec du benzène en présence de trichlorure de fer, de trichlorure d'aluminium ou de dichlorure de zinc forme le diphénylméthane et le triphénylméthane.
Le (trichlorométhyl)benzène est également un important précurseur pour la fabrication de pesticides via la substitution des atomes de chlore par des fluors en présence d'acide fluorhydrique ou de sels de fluor:
C6H5-CCl3 + 3 KF {\displaystyle \rightarrow } C6H5-CF3 + 3 KCl
D'autres synthèses l'utilisent pour produire des pigments ou des additifs pour les plastiques.

## Propriétés physico-chimiques
Le (trichlorométhyl)benzène est soluble dans l'éthanol, l'éther et le chloroforme. La solubilité du dichlore dans 100 g de (trichlorométhyl)benzène est de 5,1 g à 30 °C, 3,4 g à 50 °C et de 1,3 g à 100 °C.

## Production et synthèse
Le (trichlorométhyl)benzène est produit par chloration radicalaire du toluène, catalysé par la lumière ou des initiateurs radicalaires comme le peroxyde de benzoyle. Deux intermédiaires sont observés :
C6H5-CH3 + Cl2 {\displaystyle \rightarrow } C6H5-CH2Cl + HCl
C6H5-CH2Cl + Cl2 {\displaystyle \rightarrow } C6H5-CHCl2 + HCl
C6H5-CHCl2 + Cl2 {\displaystyle \rightarrow } C6H5-CCl3 + HCl
Pour contrôler la chloration et éviter la présence des intermédiaires, la réaction est effectuée dans une série de réacteurs où le dichlore est ajouté de manière appropriée.